# Korea Space Launch Vehicle
Korea Space Launch Vehicle (KSLV) ist die Bezeichnung einer Reihe von südkoreanischen Trägerraketen, die vom Korea Aerospace Research Institute (KARI) entwickelt werden. Bisher gestartet sind die Modelle KSLV-I (Naro, 나로호), sowie die KSLV-II (Nuri, 누리호). Außerdem ist die KSLV-III geplant.

## Modelle

### KSLV-I (Naro)

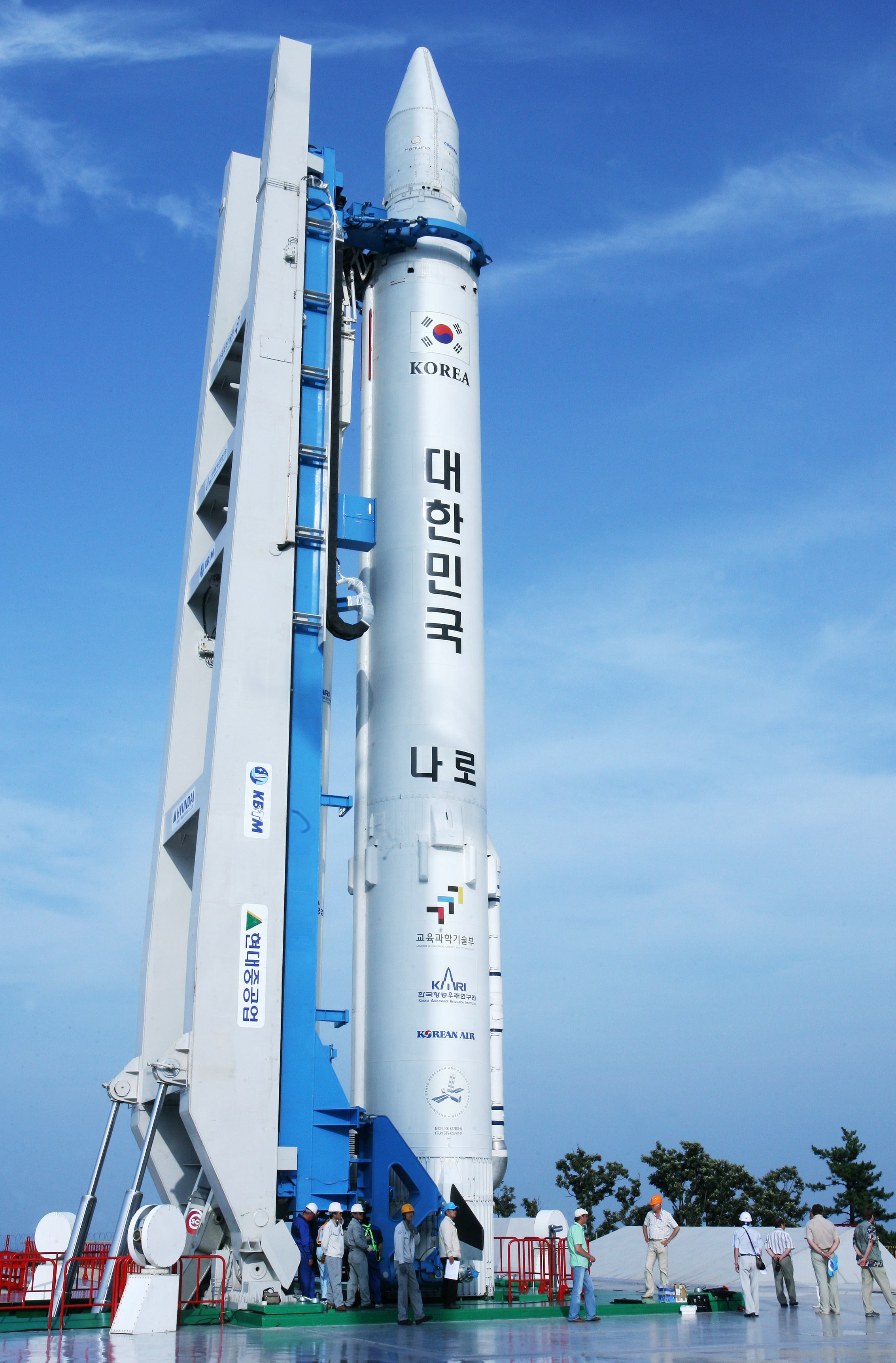
KSLV-I auf dem Startplatz, 2009

Seit 2002 plante Südkorea auf der Basis der eigenständig entwickelten Höhenforschungsrakete KSR die KSLV-I Trägerrakete zu bauen, um kleine bis zu 100 Kilogramm wiegende Satelliten in den Weltraum transportieren zu können. Doch schon bald setzte die südkoreanische Regierung sich das Ziel, Südkorea bis 2015 unter die zehn führenden Raumfahrtnationen zu bringen. Um die ehrgeizigen Pläne zu verwirklichen, war das ursprüngliche KSLV-Programm durch die Verwendung der Technologie der kleinen KSR zu limitiert. Daraufhin wurde Ende 2004 das russische Raumfahrtunternehmen GKNPZ Chrunitschew mit der Entwicklung der ersten Stufe der KSLV-I beauftragt, die nun auf der weitaus größeren Angara basieren sollte. Die feststoffangetriebene zweite Stufe der Rakete wollte Südkorea bauen. Die Startanlage Naro Space Center auf der Insel Oenaro sollte von Russland errichtet werden. Die Startmasse der KSLV-I war mit 127,5 Tonnen geplant, die Nutzlastkapazität sollte bei 100 kg für einen 800 × 1.500 km Orbit mit einer Neigung von 80° liegen.
Der erste Start einer KSLV-I erfolgte am 25. August 2009 um 08:00 UTC (17:00 KST) vom Naro Space Center aus. Die Trägerrakete hatte als Nutzlast den Kommunikationssatelliten STSAT-2A an Bord. Der Start verlief zunächst planmäßig, jedoch trennte sich eine der Nutzlastverkleidungshälften nicht von der oberen Raketenstufe. Wegen des zu hohen Gewichts und Steuerungsproblemen wurde keine Orbitalgeschwindigkeit erreicht. Der Satellit trat vermutlich kurz danach wieder in die Erdatmosphäre ein und wurde dort zerstört. Dieser erste Start einer koreanischen Trägerrakete wurde von südkoreanischen Regierungsvertretern als „teilweise erfolgreich“ bezeichnet.
Die nächste Naro-Trägerrakete mit dem Satelliten STSAT-2B hob am 10. Juni 2010 ab, aber nach 137 Sekunden ging der Funkkontakt verloren. Man vermutete, dass die Rakete in 70 km Höhe explodiert war.
Der dritte Start einer KSLV-I fand am 30. Januar 2013 statt.

### KSLV-II

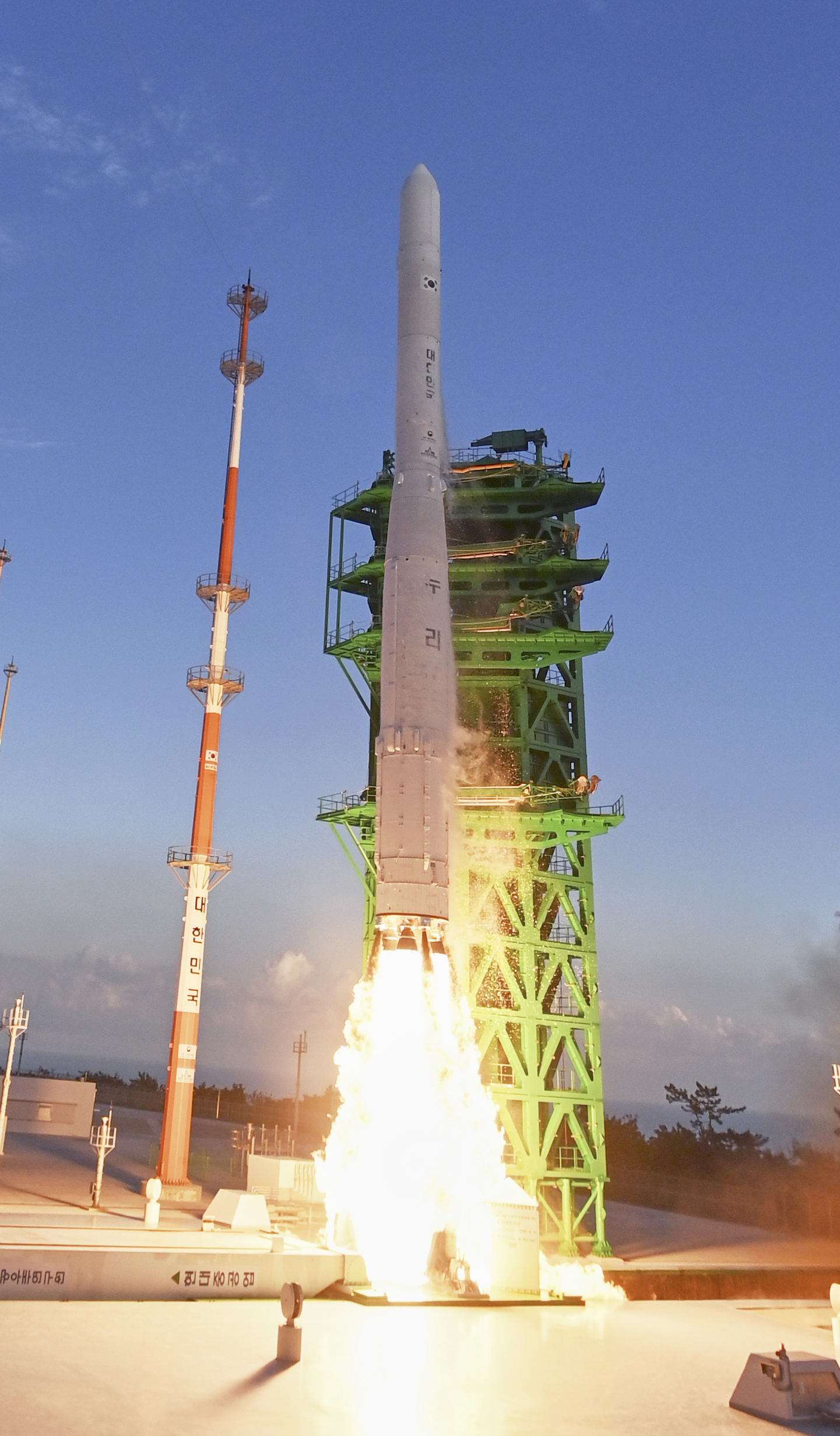
KSLV-II (Nuri) bei ihrem ersten Start am 21. Oktober 2021

Die KSLV-II basiert nicht auf der KSLV-I, sondern ist eine Eigenentwicklung der KARI. Die gesamte Rakete ist 47,2 m hoch, hat einen maximalen Durchmesser von 3,5 m und eine Gesamtmasse von 200 t. Ihre geplante Nutzlastkapazität sollte ursprünglich 2600 kg für niedrige Erdumlaufbahnen (LEO) und 1500 kg für eine sonnensynchrone Umlaufbahn (SSO) in 700 Kilometern Höhe betragen.
Die erste Stufe wird von vier KRE-075 Raketentriebwerken angetrieben, die zweite Stufe von einem KRE-075 mit einer für das Vakuum angepassten Düse. Die dritte Stufe nutzt ein KRE-007 Triebwerk. Alle Raketenmotoren sind Flüssigkeitstriebwerke im Nebenstromverfahren und verbrennen Kerosin mit Flüssigsauerstoff (LOX). Die Zahlen am Ende der Triebwerksbezeichnung (075 bzw. 007) geben dabei in etwa ihren Schub in Tonnen an.
Der Erststart der KSLV-II erfolgte am 21. Oktober 2021, jedoch erreichte sie wegen einer Fehlfunktion in der dritten Stufe keine Orbitalgeschwindigkeit. Eine vom Korea Aerospace Research Institute (KARI) geleitete Fehleruntersuchung kam zu dem Schluss, dass sich die Heliumtanks in der Oberstufe aufgrund von Konstruktionsfehlern während des Flugs lösen konnten. Die Heliumtanks mit den fehlerhaften Verankerungen befanden sich im Oxidationstank der Oberstufe, welcher mit flüssigem Sauerstoff gefüllt war. Als sich die Heliumtanks lösten, unterbrachen sie die Rohrleitungen im Oxidationstank dadurch erhielt das Triebwerk der Rakete KRE-007 keinen flüssigen Sauerstoff mehr. Der nächste Start am 22. Juni 2022 dagegen war erfolgreich.

### KSLV-III
Die KSLV-III ist in zwei Varianten geplant – einer für Nutzlasten bis 10 t LEO und 3 t GTO, und eine stärkere bis 18 t LEO und 6 t GTO. Ein erster Start wird für 2029 angestrebt.

## Startliste
Dies ist eine vollständige Liste der KSLV-Starts, Stand 28. Februar 2025.
| Flug | Variante | Startdatum (UTC)      | Startplatz        | Nutzlast                               | Anmerkungen |
| ---- | -------- | --------------------- | ----------------- | -------------------------------------- | --- |
| 1    | KSLV-I   | 25. August 2009 08:00 | Naro Space Center | STSAT-2A                               | Fehlschlag: Eine der Nutzlastverkleidungshälften trennte sich nicht von der Rakete, sodass die Oberstufe mit der Nutzlast keine Umlaufbahn erreichen konnte. |
| 2    | KSLV-I   | 10. Juni 2010 08:01   | Naro Space Center | STSAT-2B                               | Fehlschlag: Explosion 137 Sekunden nach dem Start aufgrund eines fehlerhaften Einlassventils.                                                                |
| 3    | KSLV-I   | 30. Januar 2013 07:00 | Naro Space Center | STSAT-2C                               | Erfolg |
| 4    | KSLV-II  | 21. Okt. 2021 08:00   | Naro Space Center | Nuri Testnutzlast 1 (Massesimulator)   | Fehlschlag: Wegen Fehlfunktion der dritten Stufe wurde keine Orbitalgeschwindigkeit erreicht.                                                                |
| 5    | KSLV-II  | 21. Juni 2022 07:00   | Naro Space Center | Massesimulator, 1 Satellit, 4 Cubesats | Erfolg |
| 6    | KSLV-II  | 25. Mai 2023 09:24    | Naro Space Center | 1 Satellit, 7 Cubesats                 | Teilerfolg: Ein Cubesat wurde nicht korrekt ausgesetzt. |